# مجرة حلزونية ماجلانية

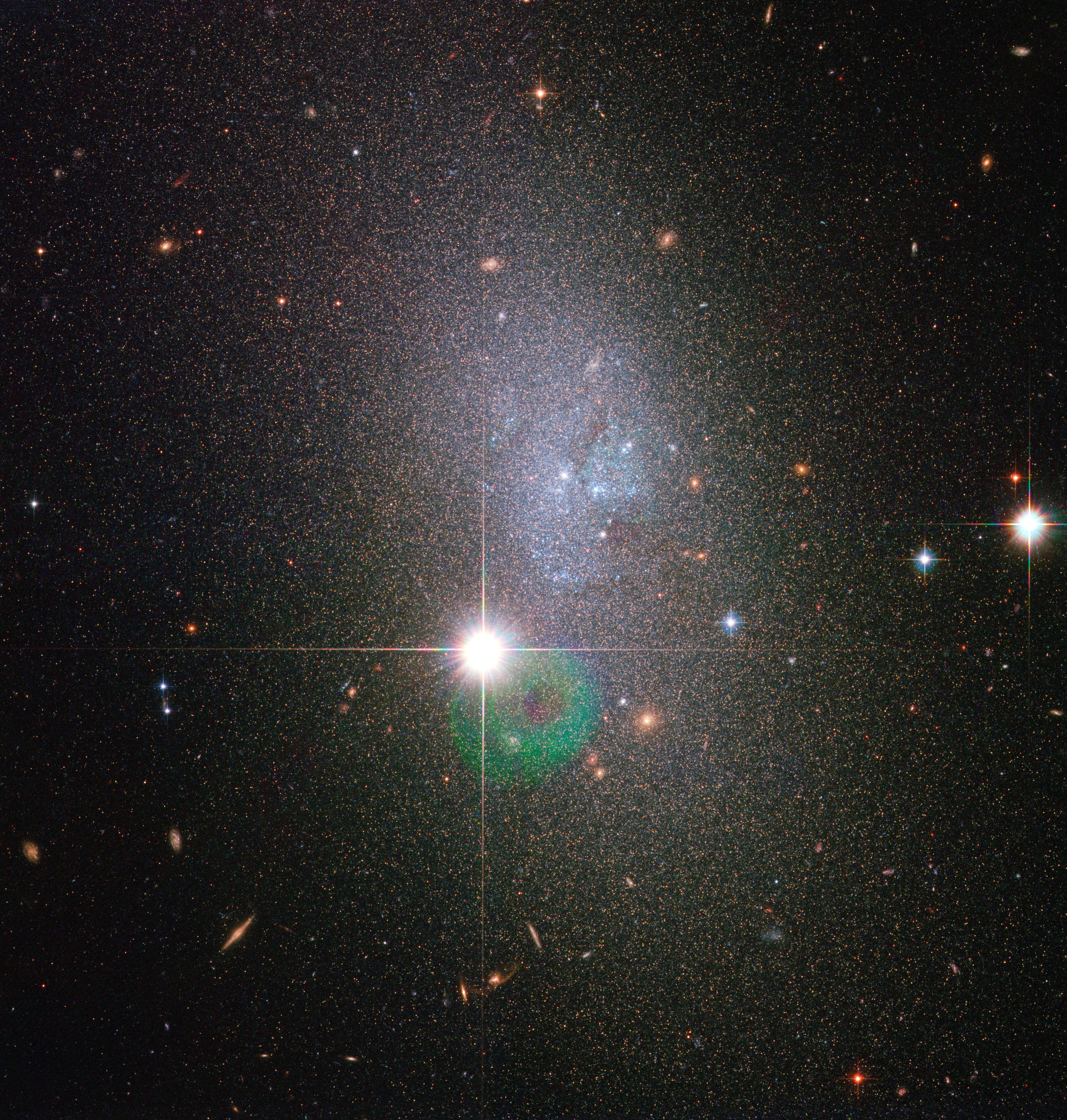

مجرة حلزونية ماجلانية (بالإنجليزية: Magellanic spiral galaxie)‏ هي مجرة حلزونية غير منتظمة ذات قضيب وبذراع حلزوني واحد وفي الغالب مجرة قزمة. سميت بهذا الاسم نسبة لمجرة ماجلان، فقد صنفت في البداية كمجرة شاذة (غريبة)، لكن تم اكتشاف تراكيب حلزونية، وقد تم تغيير تصنيفها إلى نوع رابع من المجرات الحلزونية ذات القضيب SBm. المجرات الحلزونية الماجلانية القضيبة عادة ماتمتلك ذراع حلزوني واحد. المجرات الحلزونية الماجلانية يمكن أن تعتبر حالة وسيطة بين المجرات الحلزونية القزمة والمجرات غير النظامية.

## أقسام التصنيف
تصنف المجرات الحلزونية الماجلانية إلى أربعة أنواع (Sm ,SAm, SBm, SABm)
مجرات SAm نوع من المجرات الحلزونية غير المنتظمة، بينما مجرات SBm نوع من المجرات الحلزونية الضلعية أو القضيبية ومجرات تصنيف SABm المجرات الحلزونية المتوسطة.

## اقرأ أيضا
- نسق هابل للمجرات
- تصنيف المجرات